# Agonimia globulifera
Agonimia globulifera är en lavart som beskrevs av M. Brand & Diederich. Agonimia globulifera ingår i släktet Agonimia och familjen Verrucariaceae.  Arten är reproducerande i Sverige. Inga underarter finns listade i Catalogue of Life.